# Finale Ligure
Finale Ligure – miejscowość i gmina we Włoszech, w regionie Liguria, w prowincji Savona. W 1927 połączono trzy gminy:
- Finalmarina (Finale Marina)
- Finalpia (Finale Pia)
- Finalborgo (Finale Borgo)

Według danych na rok 2004 gminę zamieszkuje 11 719 osób, 344,7 os./km².
W Finale Ligure urodził się Renato Castellani, włoski reżyser i scenarzysta.